# Semaeopus simplicilinea
Semaeopus simplicilinea là một loài bướm đêm trong họ Geometridae.